# Флорешти (Хурујешти)
Флорешти (рум. Florești) насеље је у Румунији у округу Бакау у општини Хурујешти. Oпштина се налази на надморској висини од 201 m.

## Становништво
Према подацима из 2002. године у насељу је живело 282 становника, од којих су сви румунске националности.